# Piazza degli Scacchi
La Piazza degli Scacchi, o Castello, si trova nel centro storico di Marostica, in provincia di Vicenza, ed è famosa perché, con ricorrenza biennale (il secondo fine settimana di settembre degli anni pari), vi si disputa la Partita a scacchi a personaggi viventi in costume.

## Descrizione

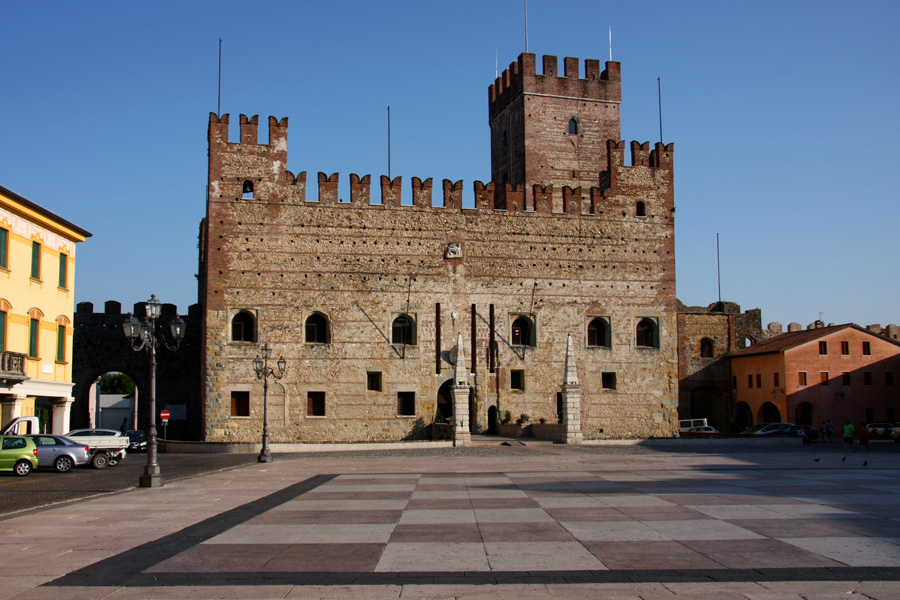
Il castello di Marostica

La piazza rettangolare, incorniciata dalla veduta delle mura marosticensi, è molto estesa e preziosa per i monumenti che vi si affacciano.
Due lati sono occupati da lunghi portici, gli altri dalla mole del Castello Inferiore che si erge di fronte a quello Superiore, meno imponente (entrambi sono noti con il nome di Castello di Marostica), presso il palazzo del Doglione, sede della Biblioteca Civica: al centro si estende la scacchiera.

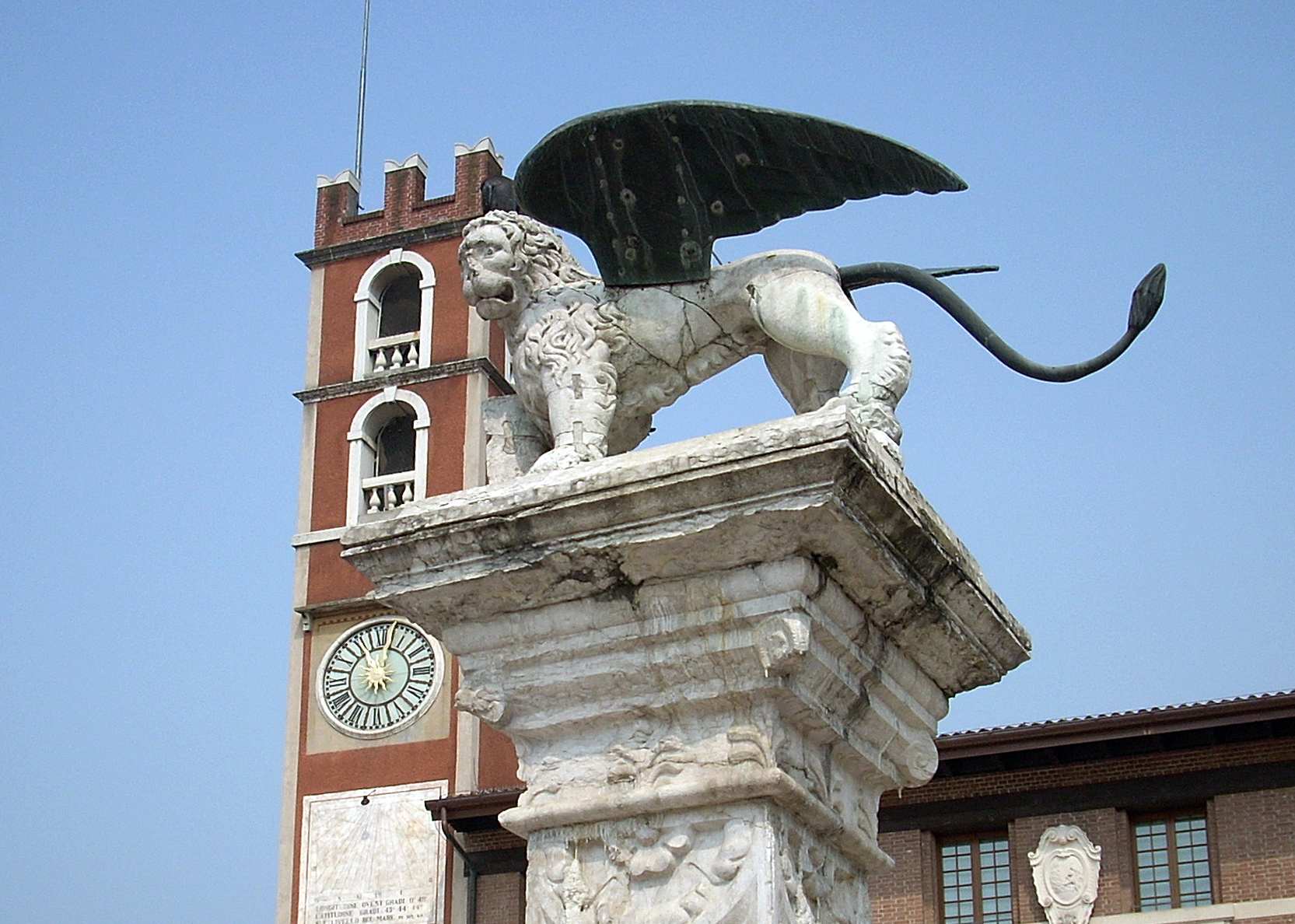
La colonna con il leone di San Marco

Sempre nella piazza si trova la colonna con il leone di San Marco, fatta erigere in segno di fedeltà alla Serenissima. La statua marciana è stata realizzata nel 1527 e issata dal podestà Andrea Bon nel 1555.
Nel 1311 Cangrande I della Scala, signore di Verona (1308-1329), occupò il territorio vicentino e ridisegnò l'assetto urbanistico di Marostica trasformando l'abitato romano-medievale in borgo fortificato. L'anno successivo lo scaligero ordinò la costruzione dei due castelli, mentre sarà il pronipote Cansignorio (1359-1375) a volere, nel 1372, l'erezione della cinta muraria con quattro porte.
Il Castello Inferiore, rettangolare, è strutturato a recinto, con un maestoso torrione; quello Superiore, quadrangolare, è distinto da quattro torricini che fiancheggiano la torre più grande. I due manieri dominano e caratterizzano la globale visione della piazza, soprattutto quando si effettua la rievocazione della leggendaria vicenda per la quale la cittadina veneta è rinomata.

Veduta di piazza degli scacchi, di una cartolina degli anni '50

L'episodio, di cui parla nel testo dell'allestimento teatrale La partita a scacchi l'artista bolognese Mario Mirko Vucetich (1898-1975), ha origine nel 1454, sotto il dominio della repubblica di Venezia: il castellano di Marostica Taddeo Parisio nutre dei dubbi circa la scelta del futuro marito, tra i due rivali Rinaldo d'Angarano e Vieri da Vallonara, per la figlia Lionora. Dispone, pertanto, di concedere la sua mano al competitore che avesse vinto una partita a scacchi, il perdente avrebbe sposato, invece, sua sorella Oldrada, più anziana ma ancora di gradevole aspetto.
La singolare piazza, con il pavimento scaccato e i castelli che la vigilano, è assai rinomata e visitata anche in assenza della storica partita in cui non soltanto si gioca, ma viene evocato in modo originale un episodio di storia locale e veneziana.

## La partita a scacchi
La rievocazione storica della partita a scacchi, giocata nell'omonima piazza con personaggi viventi, venne riproposta negli anni 1950 da un gruppo di cittadini che facevano riferimento alla locale Pro Marostica. Elaborarono un briefing per la costruzione dell'evento della Partita a scacchi con personaggi viventi. La trama venne successivamente scritta e drammatizzata per la messa in scena da architetto, scenografo e regista bolognese Mario Mirko Vucetich (1898-1975), che nel 1954 la realizzò quale rievocazione storica, scrivendo anche il testo teatrale La partita a scacchi, ambientata nella seconda domenica di settembre del 1454.
Ogni due anni, oltre 600 figuranti in costume medioevale, cavalli, armati, sbandieratori, guitti e sputafuoco, dame e gentiluomini, fanno da cornice al gioco degli scacchi che rappresenta la sfida di Rinaldo d'Angarano e Vieri da Vallonara. Secondo la trama, costoro, giovani e nobili rampolli della città, si innamorarono entrambi della bella Lionora. Taddeo Parisio castellano di Marostica, padre di Lionora, proibì la sfida a duello, come prevedeva l'usanza del tempo, ed ordinò di giocare una partita al «Nobil Ziogo de li scacchi». Taddeo decise che il vincitore della singolare sfida avrebbe sposato la bella Lionora, mentre colui che avesse perso avrebbe sposato la zia, Oldrada, divenendo così anch'egli suo parente.
Lionora, che sperava nella vittoria di Vieri da Vallonara, di cui era segretamente innamorata, coronò il suo sogno d'amore in quanto quest'ultimo vinse e poté sposarla, mentre il rivale Rinaldo sposò Oldrada.
Non essendo conosciute le mosse della partita originale del 1454, durante la manifestazione viene riproposta una fra le più famose partite della storia degli scacchi, scelta dal circolo scacchisico di Marostica. Per motivi di tempistica, la partita rappresentata deve avere da 16 a 20 mosse, in modo da durare circa 20 minuti e mantenere così alto il livello dello spettacolo. Fra le partite scelte, si ricordano L'immortale (giocata da Adolf Anderssen e Lionel Kieseritzky nel 1851 a Londra) e Una notte all'opera (giocata da Paul Morphy nel 1858 a Parigi).